# Штрамм, Август
Август Штрамм (нем. August Stramm; 29 июля 1874, Мюнстер, Германская империя — 1 сентября 1915, Городец близ Кобрина, Россия) — немецкий поэт, драматург. Один из представителей раннего экспрессионизма.

## Биография
Детство Штрамма прошло в четырёх городах: он родился в Мюнстере, затем жил в Дюрене, Эйпене и Ахене. В последнем из них он в 1893 году поступил в Гимназию Кайзера Вильгельма. По окончании учебы Штрамм получил место ученика в почтовом ведомстве, где дослужился до почтсекретаря и с 1897 года работал в морской почте, перевозя корреспонденцию из Германии в США. В 1902 году он женился на Эльзе Крафт. К этому времени относятся его первые литературные произведения – пьеса «Крестьяне» (нем. «Die Bauern»). Вскоре в семье Штраммов родилось двое детей. С 1905 года они живут в Берлине, где Август параллельно с работой получает образование. Спустя четыре года он защищает диссертацию и становится почтовым инспектором.
Около 1912 года после нескольких лет литературных опытов Штрамм наконец находит свою собственную творческую интонацию. В драмах этого периода («Rudimentär», «Die Haidebraut») наблюдается смешение натуралистических мотивов и словесной игры. Вероятно, под влиянием итальянского футуризма, в это время появляются произведения Штрамма, ставшие впоследствии знаковыми для зарождавшегося в то время немецкого экспрессионизма: поэт ломает формы слов и синтаксис, заново монтирует языковые элементы, добиваясь впечатления новизны.
Благодаря своим произведениям Штрамм вскоре знакомится с писателем Гервартом Вальденом, издававшим в то время журнал «Штурм». Их знакомство перерастает в близкую дружбу. Возможность публиковаться и получать отклики на своё творчество побуждает Штрамма к ещё большей литературной активности. Наиболее характерными для этого времени являются его военные стихи, лучшие из которых были изданы посмертно в книге «Капля крови» (нем. «Tropfblut», 1919). В том же году 13 его стихотворений были включены в экспрессионистскую антологию «Сумерки человечества», позднее ставшую классической.
Ещё во время работы на почте Штрамм проходил срочную военную службу, поэтому с началом Первой мировой войны его призывают из резерва на фронт в чине капитана. Он воюет в Эльзасе, в 1915 году удостаивается железного креста 2-й степени и вскоре вместе со своим полком отправляется на Восточный фронт, где принимает участие в «Горлицком прорыве», битвах при Радымно и Гродеке. 1 сентября 1915 года Штрамм погиб во время атаки на русские позиции близ Днепровско-Бугского канала.

## Основные произведения
- Die Bauern (драма, 1902/05)
- Auswanderer! (эссе, 1903)
- Das Opfer (драма, 1909)
- Der Gatte (драма, 1909/11)

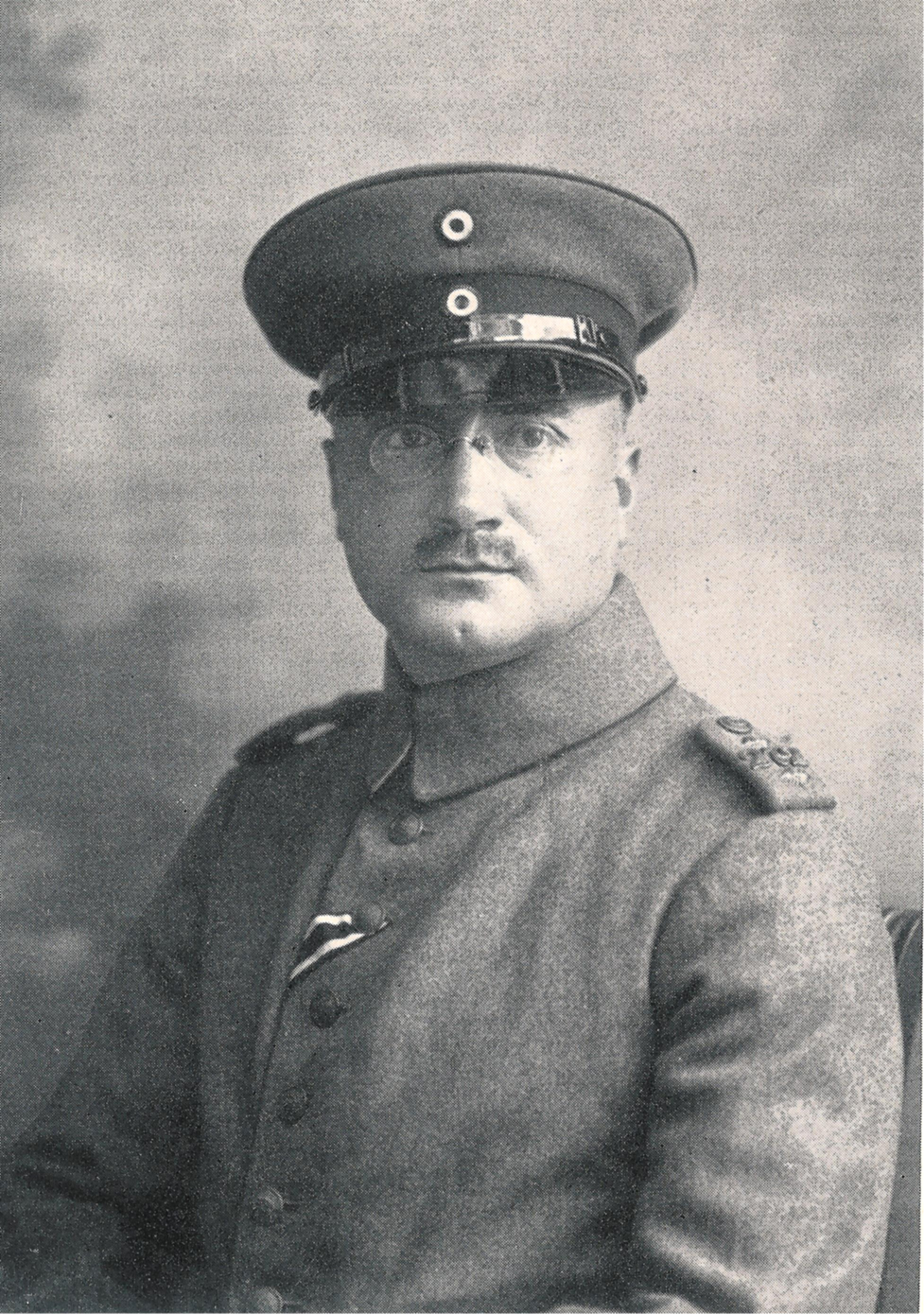
Август Штрамм, фото 1915 г.

- Die Unfruchtbaren (драма, ок. 1910)
- Rudimentär (драма, ок. 1910)
- Sancta Susanna (драма, ок. 1912)
- Die Haidebraut (драма, 1914)
- Der Letzte (проза, 1914)
- Warten (проза, 1914)
- Traumwiese (стихи, ок. 1914)
- Erwachen (драма, 1914)
- Die Menschheit (стихи, 1914/17)
- Kräfte (драма, 1914)
- Krieg (unvollendetes драма, 1914)
- Du (стихи, 1915)
- Vorfrühling (1915)
- Weltwehe (стихи, 1915)
- Geschehen (драма, 1915)
- Tropfblut (стихи, 1919)

## Штрамм в русских переводах
- В переводе Д. Выгодского Архивная копия от 28 сентября 2011 на Wayback Machine
- В переводе Н. Колесниковой Архивная копия от 11 ноября 2018 на Wayback Machine
- В переводе А. Чёрного Архивная копия от 1 октября 2011 на Wayback Machine
- В переводе Т. Чурилина Архивная копия от 9 мая 2013 на Wayback Machine
- В специальном номере Иностранной литературы, посвящённом немецкому экспрессионизму: "Эскизы Архивная копия от 23 мая 2021 на Wayback Machine" и "Стихотворения Архивная копия от 23 мая 2021 на Wayback Machine"